# Văn Lê
Lê Chí Thuỵ (nghệ danh: Văn Lê, sinh ngày 02 tháng 03 năm 1949, mất ngày 6 tháng 09 năm 2020), ông là nhà văn, nhà biên kịch, đạo diễn phim tài liệu, Nghệ sĩ Ưu tú có tiếng ở Việt Nam.

## Tiểu sử
Lê Chí Thuỵ sinh ngày 02 tháng 03 năm 1949 tại Gia Viễn, Ninh Bình và mất ngày 6 tháng 09 năm 2020 tại thành phố Hồ Chí Minh.

## Sự nghiệp
Ông nhập ngũ vào tháng 9 năm 1966, tháng 9 năm 1967 phục vụ tại Cục Chính trị thuộc Bộ Chỉ huy Miền. Tháng 10 năm 1974, phóng viên tạp chí Văn Nghệ Quân Giải Phóng; tháng 11,1976, biên tập viên tuần báo Văn Nghệ Giải Phóng và tuần báo Văn Nghệ, Hội Nhà Văn Việt Nam. Tháng 12 năm 1977 tái ngũ, phóng viên tại chiến trường B2, Mặt trận 479 tại Campuchia.
Ông hoạt động văn chương tại tạp chí Văn Nghệ Quân Giải Phóng, rồi có thời gian làm tại tuần báo Văn Nghệ thuộc Hội Nhà văn Việt Nam. Năm 1982, ông về công tác tại Hãng phim Giải Phóng cho tới khi nghỉ hưu.
Ông nổi tiếng khi là tác giả kịch bản phim truyện “Long Thành cầm giả ca” (Giải nhất về kịch bản của Cục Điện ảnh – Bộ Văn hóa, thể thao và du lịch). Bộ phim từng được nhận Giải Nhất Cánh Diều Vàng của Hội Điện ảnh (2012).
Trong sự nghiệp của mình, ông nổi bật trong mảng viết kịch bản phim và cả đạo diễn phim, được phong danh hiệu Nghệ sĩ ưu tú, là Hội viên Hội Nhà văn Việt Nam, Hội Điện ảnh Việt Nam.
Ông cũng từng là Ủy viên Ban Chấp hành, Phó Chủ tịch Hội đồng Thơ – Hội Nhà văn TP Hồ Chí Minh các khoá IV, V, VI.

## Nhận xét
Thơ ca và văn chương trong tác phẩm của Văn Lê  phần lớn xoay quanh thân phận con người trong chiến tranh như một cách giải tỏa ẩn ức, bức bối của chính mình. Trong đó nhiều tác phẩm văn chương của ông đã để lại những ấn tượng sâu đậm cho độc giả và gặt hái không ít giải thưởng.

## Vinh danh
Ông được tặng thưởng nhiều bằng khen và giải thưởng lớn của Hội đồng văn học chiến tranh cách mạng; Giải thưởng Văn học Bộ Quốc phòng; Giải thưởng Bông Sen Vàng và Cánh Diều Vàng;...
Ông cũng đạt Giải A cuộc thi thơ Tuần báo Văn nghệ (1975-1976) và Giải B thơ  tạp chí Văn nghệ quân đội 1984.
Sau đó, ông giành Giải A về thơ của Hội đồng văn học chiến tranh cách mạng và lực lượng vũ trang năm 1994. Ông còn được tặng thưởng văn học của Bộ quốc phòng 1994- Giải thưởng Văn học Bộ Quốc phòng 1999.
Đồng thời, trong lĩnh vực điện ảnh, Văn Lê nhận được các giải thưởng như 03 lần đạt giải thưởng Kịch bản phim Tài liệu xuất sắc nhất, 01 giải thưởng Đạo diễn xuất sắc nhất, 01 giải Bông Sen Vàng, 05 giải Bông Sen Bạc, 02 giải Cánh Diều Vàng. 01 giải Galaxy của truyền hình Nhật Bản và nhiều giải thưởng cao về phim tài liệu của Hội Điện ảnh Việt Nam. Ông là tác giả kịch bản phim truyện Long Thành cầm giả ca đạt Giải nhất về kịch bản của Cục Điện ảnh – Bộ Văn hóa, thể thao và du lịch. Bộ phim được nhận Giải Nhất Cánh Diều Vàng của Hội Điện ảnh năm 2012.

### Liệt kê giải thưởng[2]
- Liên hoan phim Việt Nam lần thứ 7 (1985) Giải kịch bản phim tài liệu xuất sắc - phim: Người Công Giáo Huyện Thống Nhất
- Liên hoan phim Việt Nam 1993
  - Giải kịch bản phim tài liệu xuất sắc phim: Thiện Và Ác
  - Giải Bông Sen Bạc phim Cái Bến
  - Giải Ban Giám khảo phim Thiện Và Ác
- Liên hoan phim Việt Nam lần thứ 11 (1996)
  - Giải Bông Sen Bạc - phim Niềm Vinh Quang Lặng Lẽ
  - Giải kịch bản phim tài liệu xuất sắc - phim Niềm Vinh Quang Lặng Lẽ
- Giải A Hội điện ảnh Việt Nam, 1996 phim Niềm Vinh Quang Lặng Lẽ
- Liên hoan phim Việt Nam lần thứ 12 (1999) Giải Bông Sen bạc - phim Yến và Người
- Giải Galaxy truyền hình Nhật bản (tháng 10/1999) phim Sài Gòn Xuân 68
- Liên hoan phim Việt Nam lần thứ 13 (2001)
  - Giải Bông Sen Vàng - phim Di Chúc Của Những Oan Hồn
  - Giải đạo diễn xuất sắc - phim Di Chúc Của Những Oan Hồn

## Tác phẩm

### Biên kịch phim tài liệu
- 1985 Người công giáo huyện Thống Nhất XNPTH TPHCM
- Má Mười Tân Trụ
- Tìm lại nàng Sita
- Người X'tiêng 1980
- Thiện và ác, HPGP, 1993
- Thời lãng quên đáng nhớ, HPGP và Bảo tàng phụ nữ Nam Bộ, 
  - Tập 1: Ngày ấy Trường Sơn (1994-1995)
  - Tập 2: Niềm vinh quang lặng lẽ, video (1995-1996)
- Thành Đoàn Thời Bí Mật, HP Trẻ, 1997-98, 2 tập, video
- Những Ngôi Chùa Cổ Việt Nam, HP Trẻ, 1997-98, 2 tập, video
- Từ Một Bức Ảnh, HPGP, 1998, video
- Sài Gòn Xuân 68, HPGP và Đài TH Nhật Bản NHK, 1999, video

### Đạo diễn phim tài liệu
- Cái bến, HPGP, 1993
- Thiện Và Ác, HPGP, 1993
- Thời Lãng Quên Đáng Nhớ, HPGP và Bảo Tàng Phụ Nữ Nam Bộ, 1995-96, 2 tập, video
- Thành Đoàn Thời Bí Mật, HP Trẻ, 1997-98, 2 tập, video
- Những Ngôi Chùa Cổ Việt Nam, HP Trẻ, 1997-98, 2 tập, video
- Từ Một Bức Ảnh, HPGP, 1998, video
- Yến Và Người, HPGP, 1998, video
- Sài Gòn Xuân 68, HPGP và Đài TH Nhật Bản NHK, 1999, video
- Lớp Trẻ
- Khan Gia-Rai, 1996, (kịch bản và đạo diễn)
- Sợi Dây Thừng Bện Chặt, ( kịch bản và đạo diễn)
- Di Chúc Của Những Oan Hồn, HPGP